# Wyżnia Durna Szczerba
Wyżnia Durna Szczerba (słow. Vyšná Pyšná štrbina) – przełęcz w Durnej Grani w słowackiej części Tatr Wysokich. Oddziela Skrajną Durną Basztę na północy od Durnych Rogów na południu.
Przełęcz jest wyłączona z ruchu turystycznego. Zachodnie stoki Wyżniej Durnej Szczerby opadają do Spiskiego Kotła, natomiast wschodnie do Klimkowego Żlebu – dwóch odgałęzień Doliny Małej Zimnej Wody i jej górnego piętra, Doliny Pięciu Stawów Spiskich.

## Przypisy

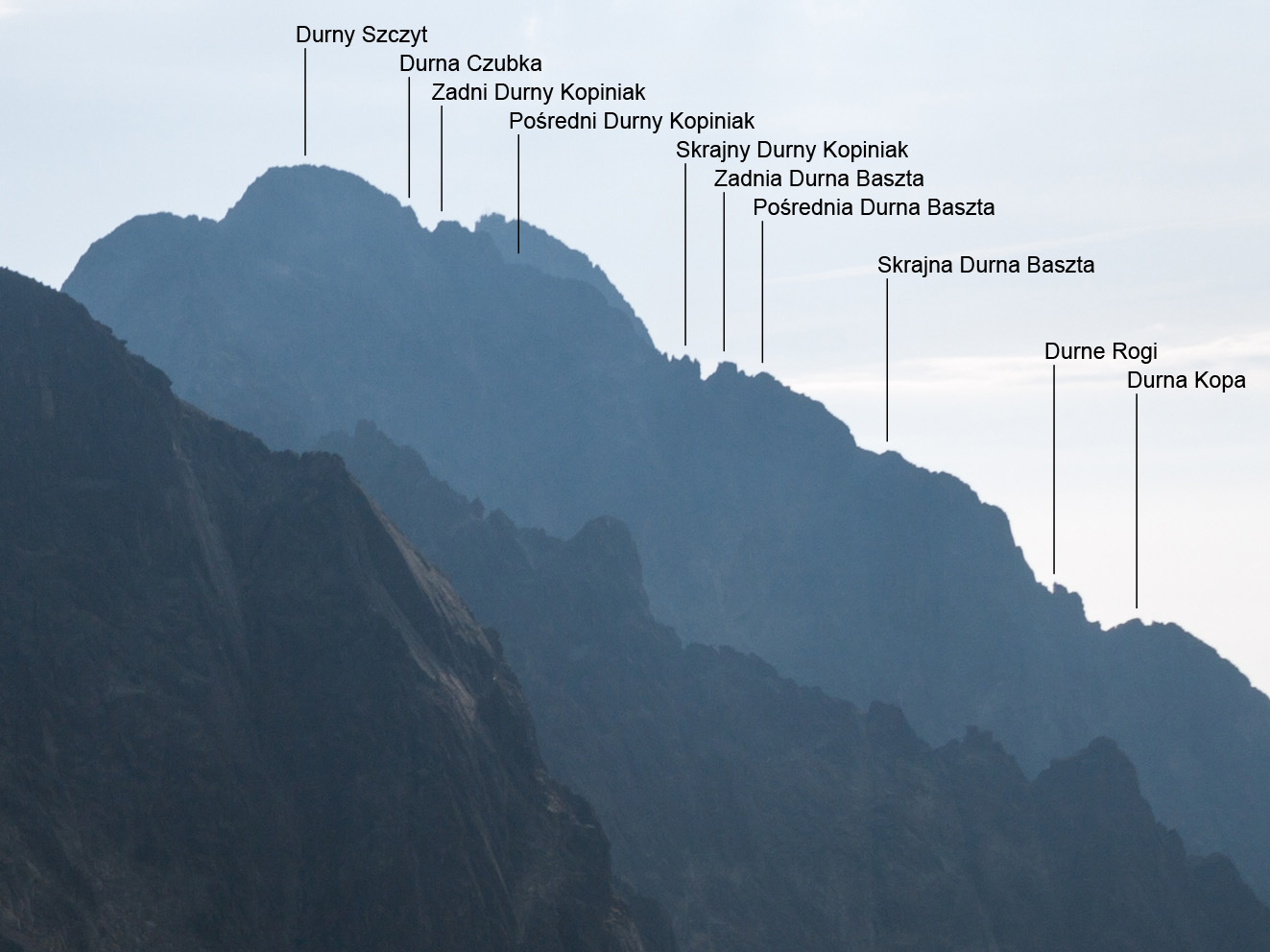
Widok na Durną Grań ze Śnieżnego Zwornika